# Hellinsia coquimboicus
Hellinsia coquimboicus là một loài bướm đêm trong họ Pterophoridae. Loài bướm đêm này được tìm thấy ở Chile. Con trưởng thành có sải cánh dài 19 mm. Cánh trước màu xám nâu với các đốm nâu đậm. Cánh sau màu nâu và rìa màu trắng xám. Con trưởng thành bay vào tháng 11 trong năm. Ấu trùng ăn các loài thực vật.